# Brigandze rugby compagnie
Brigandze Rugby Compagnie is een Belgische rugbyclub uit Berlare en Zele.
De club werd in 2009 opgericht en is vernoemd naar een Brigand. Brigand is de naam die de Fransen gaven aan de Vlaamse opstandelingen die in de Boerenkrijg tegen de Franse bezetter streden op het einde van de 18e eeuw. In de Franse taal betekent brigand gewoon struikrover. In oktober 1798 kookte het potje voor het eerst over in Overmere. Met het aanhangsel "Ze" voor Zele. De clubkleuren van Brigandze Rugby Compagnie zijn groen en zwart.
Brigandze Rugby Compagnie is actief in de eerste regionale van het Belgische rugby. 

## Beachrugbytoernooi
Sinds 2015 is BrigandZe Beach een driedaags 5-a-side rugbyfestival, gespeeld op drie aangelegde velden aan de Donk, te midden van een natuurpark. Jaarlijks is er een thema.